# Wehrkreis Böhmen und Mähren

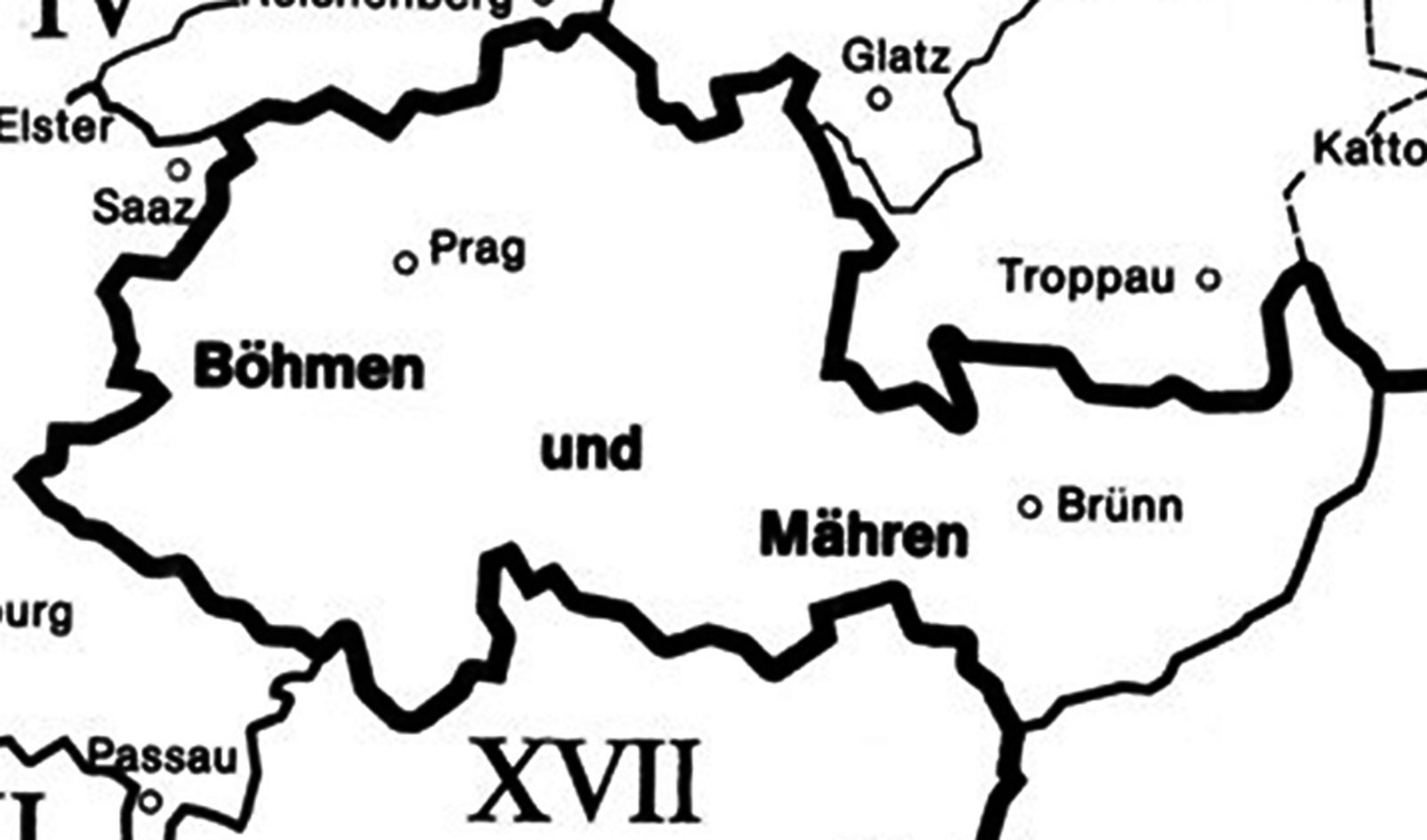
Carte du Wehrkreis Böhmen und Märhen.

Le Wehrkreis Böhmen und Mähren était une région militaire allemande pour la Wehrmacht qui englobait tout le Protectorat de Bohême-Moravie.

## Historique
Le WK Böhmen und Mähren est créée le 1er octobre 1942. Le siège administratif du Wehrkreis était à Prag.

## Divisions administratives
Le WK Böhmen und Märhen comprenait une zone d'affectation le Wehrersatzberirk Prag et quatre sous-zones d'affectation (Wehrbezirk):
- Prag
- Budweis
- Brünn
- Olmütz

## Commandement
Les gouverneurs (Befehlshaber) du Wehrkreis Böhmen und Märhen:
1. General der Infanterie Erich Friderici (1939 – 27 octobre 1941)
2. General der Infanterie Rudolf Toussaint (1er novembre 1941 – 31 août 1943)
3. General der Panzertruppen Ferdinand Schaal (1er septembre 1943 – 26 juillet 1944)
4. General der Infanterie Rudolf Toussaint (26 juillet 1944 – 8 mai 1945)